# Sybille Haynes
Sybille Haynes nata Overhoff (Leverkusen, 3 luglio 1926) è un'etruscologa britannica di origine tedesca.

## Biografia
Nata a Leverkusen dall'austriaco Julius Overhoff e dalla tedesca Edith Kloeppel, Sybille Haynes è cresciuta tra Berlino, Francoforte sul Meno e l'Austria. Ha studiato all'Università di Francoforte e all'Università Ludwig Maximilian di Monaco, prima di trasferirsi nel Regno Unito negli anni Cinquanta. Ha lavorato con manufatti etruschi al British Museum per molti anni.  
Dal 1951 fino alla sua morte nel 1994 fu sposata con Denys Haynes, capo del dipartimento greco-romano del British Museum di Londra.
L'archeologo ha lavorato come curatore volontario presso il museo per 25 anni. Vi allestì la collezione etruscologica. Haynes vive a Oxford dal 1985. Per i suoi molti anni di impegno, è stata inserita come membro dell'Ordine dell'Impero Britannico (MBE) .
Nel 1965 è divenuta membro straniero dell’Istituto Nazionale di Studi Etruschi ed Italici. Nel 1985 è entrata a far parte del Centro per lo studio dell'antichità greca e romana del Corpus Christi College Oxford.
Nel 1985 è divenuta membro corrispondente dell'Istituto archeologico germanico.  Ha pubblicato numerosi libri specializzati.

## Opere principali
- 1965, (EN) Etruscan Bronze Utensils, Londra;
- 1971, (EN)  Etruscan Sculpture, Londra;
- 1974, (EN)  Land of the Chimaera. An Archaeological Excursion in the SouthWest of Turkey, Londra;
- 1981, (DE) Die Tochter des Augurs. Aus dem Leben der Etrusker, Mainz;
- 1985, (DE) Zwischen Mäander und Taurus: eine archäologische Reise in Kleinasien, Monaco di Baviera;
- 1985, (EN)  Etruscan Bronzes, Londra e New York;
- 1981, (DE)  Die Tochter des Augers, (fiction); Francoforte sul Meno (reprint. 2008) come Die Etruskerin.
- 1987, (EN) The Augur’s Daughter, (fiction) Londra;
- 2000, (EN) Etruscan Civilization: A Cultural History, Londra;
- 2005, (DE)  Kulturgeschichte der Etrusker, Mainz;
- 2008, (DE)  Die Etruskerin, Mainz.